# Barry Sparks
Barry Sparks (Lucasville, Ohio, Estados Unidos, 20 de junio de 1968) es el actual bajista de la banda norteamericana de Hard rock Dokken, liderada por el vocalista Don Dokken. Fue el reemplazante de Jeff Pilson (ex - Dio) en dicha banda. Ha estado con Dokken en los discos Long Way Home (2002), Then And Now (2002), Japan Live '95 (2003), Hell To Pay (2004) y From Conception (2007). 
Con su banda actualmente se encuentra trabajando en nuevas canciones que se convertirán en su décimo disco en estudio, que posiblemente se llamará "Lighting Strikes Again". 

## Discografía con Dokken
- Alone Again And Other Hits (2002)
- Long Way Home (2002)
- Then And Now (2002)
- Japan Live '95 (2003)
- Hell To Pay (2004)
- From Conception (2007)